# Jean-Luc Ponchon
Pour les articles homonymes, voir Ponchon (homonymie).
Jean-Luc Ponchon est un céiste français de descente né le 2 juillet 1957.

## Biographie
Aux Championnats du monde de Bala en 1981, Jean-Luc Ponchon remporte la médaille d'or en C1 par équipe avec Gilles Zok et Jean-Luc Verger. Aux Championnats du monde de Merano en 1983, il est médaillé d'or en C1 par équipe avec Gilles Zok et Pierre-Etienne Rouveure.
Aux Championnats du monde de Garmisch en 1985, il est médaillé d'or en C2 avec François Durand ainsi qu'en C2 par équipe.
Il dispute ensuite les Championnats du monde de Bourg-Saint-Maurice en 1987 où il est médaillé d'or en C2 avec François Durand, et médaillé d'argent en C2 par équipe.